# Promación
La promación o entierro ecológico es un método para el tratamiento ecológico de cadáveres humanos que surge en Suecia debido a la saturación de los cementerios. El propósito es reducir el impacto ambiental que produce el entierro tradicional o la cremación.
El cuerpo es sumergido en nitrógeno líquido a -196 °C, temperatura a la que la materia orgánica es extremadamente frágil por su alto contenido en agua. A continuación se somete a una vibración, mecánica o mediante ultrasonidos, convirtiendo el cuerpo en polvo. Este polvo se introduce en una cámara de vacío en la que se extrae el agua (un 70% del volumen). Del polvo seco obtenido se separan metales contaminantes como el mercurio o las prótesis dentales o de huesos, con lo que los restos ya son completamente ecológicos.
El polvo resultante corresponde apenas a un 30% de la masa corporal original, y es introducido en un envase biodegradable que es enterrado a una profundidad de medio metro; a diferencia de los entierros normales que son a más de 2 metros de profundidad y que impiden la degradación aeróbica con  ayuda del oxígeno causando una putrefacción anaeróbica y desmembramiento por animales, también evita los gases tóxicos arrojados a la atmósfera por el proceso de cremación.

## Origen del nombre
Promación es la unión de promesa y cremación. Según sus creadores, esta técnica cumple la promesa ecologista de devolver a la tierra lo que es de ella.